# تورنو (لمباردی)
تورنو (به ایتالیایی: Torno) یک کومونه در ایتالیا است که در استان کومو واقع شده‌است. تورنو ۷٫۸ کیلومتر مربع مساحت و ۱٬۱۸۰ نفر جمعیت دارد و ۲۲۵ متر بالاتر از سطح دریا واقع شده‌است.